# Vanth (mitología)

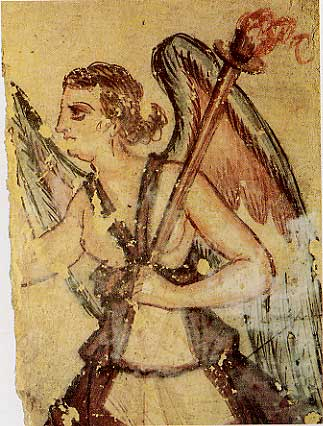
Vanth alada con una antorcha en un fresco etrusco de una tumba en Tarquinia.

Vanth es una figura ctónica de la mitología etrusca, profusamente representada en su arte funerario, como en pinturas de tumbas y sarcófagos.
Vanth es un espíritu femenino del inframundo etrusco que habitualmente va acompañada de otras dobles suyas o por otro espíritu funerario masculino, Charun (más tarde referido como Charu). Ambos, Vanth y Charun, aparecen en la iconografía c. 400 a. C., en el periodo medio o clásico del arte etrusco, aunque algunas inscripciones anteriores ya mencionan sus nombres.
Vanth no tiene equivalente directo en la mitología griega. Como habitualmente aparece con alas, a veces era comparada con las Furias griegas, las Erinias, por los estudiosos, especialmente en las primeras publicaciones. Esto es una asociación improbable ya que pronto se observó en la iconografía encontrada que era una guía benévola, no un espíritu vengativo, como las Furias eran. Sus otros atributos incluyen una antorcha, llave, o rollo, y es mostrada a menudo con los pechos desnudos, con correas cruzadas sobre el torso, con botas de piel, un quitón corto hasta la rodilla, a veces con mangas. De hecho, su atuendo ha sido descrito por Scheffer específicamente como un vestido de cazadora.
Vanth aparece en varios tipos diferentes de escenas en el arte etrusco; los tipos más comunes asocian su presencia con ocasiones de masacre y asesinato, incluyendo escenas del ciclo Troyano. En ocasiones es mostrada irguiéndose del suelo en tales contextos, como en una urna cineraria hallada en Chiusi. A veces es incluso mostrada como la única figura que decora los lados de la urna funeraria. Otras escenas en que Vanth está presente implican la reunión y escolta del muerto, en la función de psicopompo, acompañando al difunto que camina o viaja a caballo, en carreta o en carro.
En general, Vanth está asociada con la muerte y el viaje del difunto al inframundo, en varias maneras: tanto al momento de la muerte como en el viaje del difunto al más allá. Es una figura benévola, en contraste con el amenazante Charun, su contraparte masculina.
Los objetos que Vanth porta pueden ser una antorcha, llave, rollo, o espada. Con la antorcha actúa como guía del difunto, iluminando su camino a través de las sombras y con la llave abre la puerta del Inframundo. El rollo, que a veces lleva escrito su nombre, vanθ, contiene el destino del difunto, por lo que a veces Vanth es interpretada como una diosa del Destino. Sin embargo, en general Vanth es descrita como una joven y vibrante figura ctónica, a veces en compañía de otras Vanths, y a veces con Charun, acompañando el viaje del difunto al inframundo.

## Otras figuras ctónicas etruscas
Otras deidades y espíritus etruscos ctónicos o relacionados con el inframundo incluyen a Charun, Calu, Persipnei, Turms, Aita y Culsu.